# Liste der Monuments historiques in La Trinité-sur-Mer
Die Liste der Monuments historiques in La Trinité-sur-Mer führt die Monuments historiques in der französischen Gemeinde La Trinité-sur-Mer auf.

## Liste der Bauwerke
| Bezeichnung                   | Beschreibung | Standort                            | Kennzeichnung | Schutzstatus | Datum | Bild |
| ----------------------------- | ------------ | ----------------------------------- | ------------- | ------------ | ----- | ---- |
| Le Petit Menec                |              | Kerlescan (Lage)                    | PA00091765    | Classé       | 1889  |      |
| Allée couverte Mané-Roullarde |              | Mané-Roullard (Lage)                | PA00091766    | Classé       | 1929  |      |
| Dolmen von Kermarquer         |              | Kermarquer (Lage)                   | PA00091769    | Classé       | 1899  |      |
| Dolmen von Mané Rohr          |              | Kerdro-Vihan (Lage)                 | PA00091767    | Classé       | 1947  |      |
| Dolmen von Mané-Kervilor      |              | Kervilor (Lage)                     | PA00091768    | Classé       | 1927  |      |
| Tumulus d’Er-Velenc-Losquet   |              | Er-Velenc-Losquet Kerdeneven (Lage) | PA00091770    | Classé       | 1931  |      |